# Strynø (Schiff)
Die Strynø ist eine Fähre der dänischen Kommune Langeland.

## Geschichte
Die Fähre wurde unter der Baunummer 129 auf der dänischen Werft Hvide Sande Skibs- og Bådebyggeri in Hvide Sande gebaut und im Juni 2013 abgeliefert. Sie verkehrt seit dem 1. Juli 2013 zwischen Rudkøbing auf der Insel Langeland und der Insel Strynø, nach der sie auch benannt ist. Sie ersetzte die 1966 gebaute und seit 1973 auf der Fährverbindung eingesetzte Strynboen.

## Technische Daten und Ausstattung
Das Schiff wird von zwei Viertakt-Sechszylinder-Dieselmotoren des Motorenherstellers Volvo Penta (Typ: D13MH) mit jeweils 368 kW Leistung angetrieben. Die Motoren wirken auf zwei Verstellpropeller. Das Schiff ist mit zwei Bugstrahlrudern ausgestattet.
Die Fähre verfügt über ein durchlaufendes Fahrzeugdeck mit zwei Fahrspuren. Das Fahrzeugdeck ist über landseitige Rampen zugänglich. Auf der Backbordseite der Fähre sind unter anderem Stellplätze für Zweiräder untergebracht. Auf der Steuerbordseite befinden sich ein Aufenthaltsraum mit Sitzgelegenheiten für die Passagiere sowie ein Aufenthaltsraum für die Schiffsbesatzung. Darüber ist das Steuerhaus angeordnet. Hinter dem Steuerhaus befindet sich ein offener Decksbereich mit Sitzbänken.